# Andrés Ospina
Andrés Ospina (Bogotá, 14 de julio de 1976) es un escritor nacido en Colombia, también conocido por sus participaciones en radio, prensa y televisión.

## Infancia y juventud
Ospina pasó su infancia en la capital colombiana junto a su madre y a su familia materna, oriunda del departamento del Quindío. Sus padres se separaron después de cuatro meses de un matrimonio del que fue hijo único. Su padre se mantuvo casi por completo ausente a partir de ese momento y, por lo tanto, nunca vivieron juntos. 
Desde edades muy tempranas, Ospina mostró interés por la literatura y la narración de cuentos, influido por lecturas de autores como Horacio Quiroga y Robert Louis Stevenson. A sus cuatro años (1980) escribió e ilustró un cuaderno con relatos de aventuras al que tituló El policía Torres, considerado por Ospina el comienzo de su carrera.
Durante una charla TED presentada en 2024 bajo el título de El arte de no adaptarse, Ospina afirmó que sus días escolares estuvieron marcado por dificultades de adaptación al entorno educativo, bajo rendimiento académico, rebeldía contra profesores y directivos, y por poca tolerancia a la pedagogía convencional y las figuras de autoridad. También por una inclinación obsesiva hacia entretenciones extracurriculares, como el coleccionismo de discos y recortes, la producción de fanzines y periódicos fotocopiados y mecanografiados por él y la grabación de programas de radio caseros que registraba en casetes con amigos, jugando a ser locutor.
En paralelo, Ospina desarrolló un interés musical permanente, particularmente por el género rock (es fanático de los Beatles desde niño y con frecuencia los menciona en entrevistas como una de las mayores inspiraciones de su vida). En etapas escolares finales y al comienzo de las universitarias formó varias bandas e incursionó en la composición de canciones. Al salir del colegio cursó estudios profesionales en música. Como resultado de estos intereses fundó Contrabanda, proyecto independiente con invitados en el que se desempeñó como compositor, vocalista e intérprete de varios instrumentos. La limitada repercusión de esta propuesta y la decepción tras el lanzamiento del álbum Tienda de ambigüedades (1997) lo llevaron a desistir de una carrera en esos ámbitos.
Durante la primera década del siglo XXI Ospina inició una carrera en radio junto a Manuel Carreño como codirector y presentador de programas como La Silla Eléctrica, a través de la emisora 99-1, frecuencia joven de la Radiodifusora Nacional de Colombia, hoy conocida como Radiónica. La Silla Eléctrica (2003-2006) fue un magazín caracterizado por su tono crítico, satírico y humorístico, en donde eran abordados temas culturales, políticos y sociales desde una perspectiva aguda y provocadora. El espacio ganó un importante seguimiento entre jóvenes oyentes por su enfoque fresco e irreverente, y es recordado como uno de los espacios más representativos de esa emisora en los años 2000.

## Bogotá y el tiempo como temas
El tiempo como un elemento determinante en la vida humana, el pasado, la indagación en archivos ocultos, la revaluación de discursos y supuestas verdades históricas, el pensamiento crítico y la ciudad de Bogotá como espacio de experimentación narrativa son referentes marcados dentro de la obra de Ospina. 
El interés por la capital de Colombia, por el detectivismo histórico y por las historias no oficiales de Ospina se vincula dentro de la no ficción a nombres como los de Alfredo Molano, Antonio Morales, Eduardo Arias y Karl Troller, o al de Ricardo Rondón (cronista del diario El Espacio, de cuya obra Ospina editó una selección para el libro Un espectáculo del absurdo, incluida en la colección “Bogotá: Leer para la vida”). En la ficción, la de Ospina se sitúa junto a firmas como las de José Antonio Osorio Lizarazo, Alfredo Iriarte, Helena Araújo, Antonio Caballero, Roberto Rubiano Vargas, Gonzalo Mallarino, Rafael Chaparro Madiedo, Mario Mendoza, Santiago Gamboa, Felipe González Toledo y José Joaquín Ximénez, personaje real que inspiró su primera novela.

## Obras
Andrés Ospina es autor de Bogotá Retroactiva (2010), publicación resultante de la propuesta ganadora para la convocatoria distrital ‘Ciudad y Patrimonio 2007’, concebida por él y por el artista Vladimir Mosquera, quienes con una exposición programada para las salas del Museo de Bogotá abordaron diferentes aspectos de la historia bogotana desde tiempos prehispánicos hasta los años iniciales del siglo XXI, tales como la música, el transporte y los juegos tradicionales. Bogotá Retroactiva acudió a tecnologías entonces innovadoras y a la virtualidad como herramientas al servicio de la museografía que la prensa acogió con entusiasmo . 
Ospina es también la pluma detrás del Bogotálogo: usos, desusos y abusos del español hablado en Bogotá, una especie de crónica sociolingüística pop en formato diccionario con un fuerte componente cultural, nostálgico y humorístico que vio la luz en 2012, pero que ha seguido reeditándose, creciendo en contenido y reimprimiéndose período tras periodo. En la versión de 2021 se implementó el Bogoráculo, un juego especial de cartas al estilo tarot y otros recursos lúdicos para hacer interactiva la lectura del libro. El Bogotálogo, editado por el Instituto Distrital de Patrimonio Cultural de Bogotá, ha sido valorado no solo como documento lingüístico, sino también como un objeto de colección, gracias a una cuidadosa edición y a una selección fotográfica que enriquece la experiencia. La reedición de Bogotálogo en 2025 fue incluida en el listado oficial de los libros más vendidos de la FILBo durante este año.
En 2012 apareció, además, El silbón, libro ilustrado por Typozon (Cristian Vargas, artista gráfico colombiano), volumen de la colección de mitos y leyendas colombianas Espantopedia, publicada por La Silueta, una editorial independiente bogotana, especializada en arte, fotografía, libros ilustrados y novela gráfica. 
En 2013 Ospina presentó Ximénez (publicada por Laguna Libros en 2013), novela inspirada en la vida de José Joaquín Jiménez , cronista periodístico de la década de los treinta que se caracterizaba por mezclar fantasía y realidad en sus reportajes.
En 2014 fue lanzado el libro de cuentos Y yo que lo creía un farsante, editado por Isla de Libros, sello independiente fundadoen 2012, especializada en literatura latinoamericana contemporánea.
Chapinero es la segunda novela de Andrés Ospina que publicó Laguna Libros, una de las editoriales independientes bogotanas más reconocidas. El autor retrató cinco épocas del tradicional barrio capitalino, en un viaje en el tiempo que va desde 2015 hasta 1655, pasando por tres momentos: 1967, 1932 y 1833. A cada lapso corresponde la voz de un personaje: Lorenzo para el presente, Tania en los años sesenta del siglo XX, Salvador en los treinta, Higinio durante la segunda mitad del siglo XIX y Antón Hero a mediados del siglo XVII. Para componer esas voces, Ospina se remitió tanto a las crónicas de Indias como a textos periodísticod bogotanas de diferentes épocas, así como también a documentos, mitos históricos y recuerdos familiares.
Chapinero es uno de los títulos publicados por editoriales independientes colombianas en el periodo 2015-2020 que tienen como tema central a la ciudad de Bogotá, según un estudio, normalmente se incluye entre las recomendaciones de libros sobre la ciudad y en el canon correspondiente, ya sea debido a la propuesta de viaje por la historia de un emblemático barrio de la capital, o a que Andrés Ospina logra plasmar —a veces a la manera de los cuadros costumbristas y a veces de la autocrítica y de personajes particulares— la riqueza cultural, las relaciones humanas y la diversidad que caracteriza a este lugar. Por este libro, el escritor bogotano recibió el premio Julio González Gómez, galardón que reconoce la labor de un autor que haya realizado un texto relacionado con el patrimonio cultural. Ospina expresó que Chapinero surgió de su deseo de retratar la localidad donde ha pasado gran parte de su vida, dando un vistazo al barrio durante varios momentos para “descubrir cómo se habita un espacio desde diversas perspectivas”. Chapinero aborda los lazos invisibles e imposibles de disolver que vinculan a los miembros de una misma familia a lo largo de varios siglos. También las memorias asociadas a objetos, a antigüedades o a colecciones sin aparente valor. La novela fue resaltada como uno de los libros más vendidos en 2016 dentro de Bogotá y de Colombia.
En la línea de investigaciones y de obras de divulgación, Ospina, vegetariano desde la adolescencia y animalista, fue comisionado en 2017 para la redacción literaria de Vecinos inesperados, una guía con más de 200 especies de fauna bogotana. Motivado por su interés en estas causas, ha sido invitado como coautor  de canciones con músicos y activistas como  Chucho Merchán. 
También en 2017 Planetalector editó Rita y la sociedad secreta del acertijo, novela juvenil de Ospina protagonizada por Rita Hidalgo. La historia sigue a Rita Hidalgo, joven curiosa y valiente envuelta en una serie de pruebas, enigmas y desafíos que mezclan lógica, historia, conspiraciones y patrimonio arqueológico. A lo largo de su recorrido, Rita no solo debe resolver acertijos, sino también enfrentarse a dilemas éticos, crecer personalmente y trabajar en equipo.
En 2025 vio la luz Hacer, crear, gozar: la vida de Gregorio Hernández de Alba, biografía de un célebre pionero de la etnología, de la arqueología y del indigenismo en Colombia, editada por el Instituto Colombiano de Antropología e Historia y escrita por Ospina, obra basada en archivos familiares y públicos y en testimonios familiares.

## Trabajo en medios
Varias de las incursiones de Ospina en distintos medios están referidas a eventos históricos reales, como el caso de Reportera X (serie experimental para televisiónde formato híbrido en seis capítulos transmitida por Canal Trece, dirigida por Jorge Alí Triana con guiones de Jorge Ribbon y de Ospina, a partir de una idea original de este último), que plantea la posibilidad de descubrir una nueva teoría sobre la muerte de Jorge Eliécer Gaitán. La receptividad desatada por Reportera X dio origen a un spin-off titulado Reportera Y, historia original concebida por el propio Ospina a partir de un retiro creativo e investigativo en Berlín, con libretos de él y de Juan Sebastián Granados, bajo la dirección de Rodrigo Triana. Esta propuesta abordó la relación de los medios de comunicación con problemáticas como la usurpación del patrimonio arqueológico, vinculadas a intereses políticos.
Aparte de escritor, Ospina ha sido colaborador de medios impresos y digitales (Semana, Rolling Stone, Publimetro, SoHo, Cambio, Esquire, El Espectador y El Tiempo); ha trabajado como realizador y presentador de radio (en sociedad con su amigo de adolescencia Manuel Carreño creó y dirigió La Silla Eléctrica) y fue director y presentador de espacios radiales como El Síndrome del Domingo y Rockuerdos, para la Radio Nacional de Colombia y para Radiónica; de igual manera, ha participado como creador y guionista de las series Reportera X y Reportera Y (en Canal Trece), y como presentador y creativo para la serie documental Callejeando (Canal Capital).
Ospina ha tenido una presencia significativa en internet gracias a iniciativas como el blog El Blogotazo, en la versión digital de El Tiempo, y el desaparecido sitio web Museo Vintage, proyecto pionero del rescate y la curaduría de archivos audiovisuales colombianos para la web, lanzado en 2004. También ha publicado contenidos diversos de relativa popularidad en redes sociales. Muchas de estas iniciativas, así como buena parte de su obra escrita, se relacionan con los relatos no oficiales, con personajes marginales, olvidados o excéntricos y con archivos de prensa, tradiciones orales y documentos poco conocidos. Otro tanto, con el patrimonio,la cultura y el habla de Bogotá o con la idiosincrasia colombiana. 

## Libros
Ficción
- El silbón (con ilustraciones de Typozon) (2012). La Silueta.
- Ximénez (2013). Laguna Libros.
- Y yo que lo creía un farsante (2014). Isla de Libros.
- Chapinero (2015). Laguna Libros.
- Rita y la sociedad secreta del acertijo (2017). Planeta lector.

No ficción
- Bogotá Retroactiva[22]  (2010). Instituto Distrital de Patrimonio Cultural.
- Bogotálogo: usos, desusos y abusos del español hablado en Bogotá[23][24] (2012). Instituto Distrital de Patrimonio Cultural.
- Bogotálogo II: usos, desusos y abusos del español hablado en Bogotá (2016). Instituto Distrital de Patrimonio Cultural.
- Vecinos Inesperados: relatos de la fauna silvestre en Bogotá (2019). Alcaldía de Bogotá.
- Bogotálogo 3.0: usos, desusos y abusos del español hablado en Bogotá (2021). Instituto Distrital de Patrimonio Cultural.
- Bogotálogo: usos, desusos y abusos del español hablado en Bogotá (2025). Instituto Distrital de Patrimonio Cultural.
- Hacer, crear, gozar: la vida de Gregorio Hernández de Alba (2025). Instituto Colombiano de Antropología e Historia.

## Premios y reconocimientos
Lima Imaginada (2015): Selección como representante de Colombia en la primera edición de este encuentro en el que participaron siete colegas latinoamericanos menores de cuarenta años.
Premio Julio González Gómez (2016): Otorgado por la Secretaría de Cultura, Recreación y Deporte de Bogotá a su novela Chapinero (2016).
Residencia de creación en Berlín (2017): Selección gracias al proyecto "Tras los rastros de Herr Preuss", inspirado en el etnógrafo alemán Konrad Theodor Preuss, y en las polémicas excavaciones realizadas por él en San Agustín, como parte de la convocatoria "Stadt: Historias de la gran ciudad", promovida por Idartes y el Goethe-Institut Bogotá.

## Filmografía
Callejeando (2014)
Leer es volar TV (2016)
Reportera X (2019)
Capital en Línea (2020-2021)
Reportera Y (2022)